# 507
Cette page concerne l'année 507  du calendrier julien. Pour l'année 507 av. J.-C., voir 507 av. J.-C. Pour le nombre 507, voir 507 (nombre).
L'année 507 est une année commune qui commence un lundi.

## Événements
- Printemps : allié à Gondebaud, le roi des Burgondes, le roi franc Clovis envahit l'Aquitaine. Il défait les Wisigoths à la bataille de Vouillé (ou à Voulon) près de Poitiers et tue leur roi Alaric II[1]. Après cette victoire, Clovis est nommé Consul en Gaule par l’empereur Anastase Ier. Les Wisigoths proclament roi Geisalic, fils illégitime d'Alaric, au détriment de l'héritier Amalaric, encore enfant[2].

- 9 juillet : émeute à Antioche pendant les jeux olympiques, dirigée par la faction des Verts qui commence par le saccage d'une synagogue à Daphné, suivi de l'incendie l'ancien temple des Muses, d'une basilique et des portiques qui l'entourent[3].

- Automne : début du siège d'Arles par les Burgondes et les Francs (507-508)[4]. Théodoric le Grand vient au secours des Wisigoths en juin 508 et ses troupes occupent la Provence et la Septimanie, bloquant l’accès des Francs à la mer (509)[1]. La Septimanie (Carcassonne, Béziers, Agde, Lodève, Nîmes, Uzès et Elne) reste wisigothique jusqu’en 718.

- Hiver : après avoir pris possession de l'Aquitaine, entre la Loire et la Garonne, Clovis prend ses quartiers d'hiver à Bordeaux[5].

- Chine : Bataille de  Zhongli sur le Huai He. L'empereur Liang Wudi arrête l'offensive des Wei au Anhui[6].
- À Rome, Théodoric le Grand impose le pape Symmaque contre l’antipape monophysite Laurent[7].

## Naissances en 507
Pas de naissance connue.

## Décès en 507
- Alaric II, roi des Wisigoths.
- Buretsu, empereur du Japon.
- Verus, évêque de Tours.